# Christin Custesdotter
Christin Custesdotter, född cirka 1460, död 1529, var en borgare i Stockholm.
Christin Custesdotter var dotter till rådmannen Jacob Custe (död 1477) och Valborg och syster till Olof Custe. Hennes mor Valborg (1430-1507) var känd som riksföreståndare Sten Sture den äldres borgenär: hon övertog med makens kompanjon Per Olsson det lån som Sture hade tagit med rikssvärdet i säkerhet, men som han dock aldrig betalade igen till henne. 
Custesdotter gifte sig med den tyske änklingen rådman Claus Grabow, som 1487 lämnade landet och henne. Hon blev änka 1491. Hon gifte då om sig med borgaren Henrik Hoghusen. 
Hon ställdes inför rätta för äktenskapsbrott då det framkom att Hoghusen hade varit hennes älskare medan hon var gift med sin första man. Hon frikändes då hennes föräldrar och vänner bad om nåd för henne, men tvingades avstå från att bära sin scharlakansröda mantel. Då hon ändå gjorde det, ställdes hon inför rätta. 
Custesdotter frikändes på begäran av riksrådet Åke Tott, och lovades då att få bära manteln om hon någon gång gifte om sig. Hon gifte sig en tredje gång med Hans Brabendere, medlem i Kristian II:s råd.